# Материкова Марія Прокопівна
Марія Прокопівна Материкова (1907, місто Санкт-Петербург, тепер Російська Федерація — 1978, тепер Російська Федерація) — радянська державна діячка, ткаля-багатоверстатниця Ленінградської прядильно-ткацької фабрики «Рабочий». Депутат Верховної ради СРСР 3—4-го скликань.

## Життєпис
Народилася в бідній селянській родині за Невською заставою Санкт-Петербурга. Батько прийшов із села до Петербурга на заробітки, працював столяром на Семянниковському та Балтійському заводах. Після важкої травми батька, родина переїхала до села і працювала у власному господарстві.
У 1925 році Марія повернулася до Ленінграда і стала ученицею ткацького цеху прядильно-ткацької фабрики «Рабочий».
Потім — ткаля Ленінградської прядильно-ткацької фабрики «Рабочий».
У 1946 році виступила з почином виконати п'ятирічку за 3,5 роки і випустити 170 тисяч метрів тонких тканин (вольти і батиста). Працювала на 8, потім на 9 та на 10 верстатах. Свої зобов'язання виконала достроково, 3 грудня 1948 року. Член ВКП(б).
Подальша доля невідома.

## Нагороди і відзнаки
- медаль «За доблесну працю у Великій Вітчизняній війні 1941—1945 рр.» (1945)
- медалі
- Знак «Відмінник текстильної промисловості»